# Randolph Lycett
Randolph Lycett (27 de agosto de 1886 - 9 de febrero de 1935) fue un tenista australiano. En 1905 llegó a semifinales del Campeonato de Australia. En 1922 llegó a la final de Wimbledon. Ganó 5 Grand Slams de dobles. Junto con Elizabeth Ryan ganó 3 Wimbledon en categoría dobles mixtos.